# Ґерард Бліц (спортсмен)
Ґерард Бліц (1 серпня 1901 — 8 березня 1979) — бельгійський плавець і ватерполіст.
Призер Олімпійських Ігор 1920, 1924, 1936 років, учасник 1928 року.